# Eucithara angiostoma
Eucithara angiostoma är en snäckart. Eucithara angiostoma ingår i släktet Eucithara och familjen Turridae. Inga underarter finns listade i Catalogue of Life.